# Переймівська сільська рада
Пере́ймівська сільська́ ра́да — колишня (до жовтня 2015 року) адміністративно-територіальна одиниця та орган місцевого самоврядування в Балтському районі Одеської області. Адміністративний центр — село Перейма.

## Загальні відомості
- Територія: 42,56 км²
- Населення: 784 особи (станом на 2001 рік)
- Територією, підпорядкованою раді, протікає річка Смолянка

## Населені пункти
Сільській раді підпорядковані населені пункти:
- с. Перейма

## Населення
Згідно з переписом 1989 року населення сільської ради становило 1022 особи, з яких 394 чоловіки та 628 жінок.
За переписом населення 2001 року в сільській раді мешкали 784 особи.

### Мова
Розподіл населення за рідною мовою за даними перепису 2001 року:
| Мова       | Відсоток |
| ---------- | -------- |
| українська | 94,13 %  |
| російська  | 3,19 %   |
| молдовська | 2,3 %    |
| білоруська | 0,13 %   |
| болгарська | 0,13 %   |

## Склад ради
Рада складається з 12 депутатів та голови.
- Голова ради: Коцюруба Наталя Афанасіївна (з 15.12.2013)

### Керівний склад попередніх скликань
| Прізвище, ім'я, по батькові       | Основні відомості                                                                                                | Дата обрання | Дата звільнення |
| --------------------------------- | --- | ------------ | --------------- |
| Закревський Олександр Валерійович | Сільський голова, 1971 року народження, освіта середня спеціальна, член Всеукраїнського об'єднання «Батьківщина» | 26.03.2006   | 31.10.2010      |
| Закревський Олександр Валерійович | Сільський голова, 1971 року народження, освіта середня спеціальна, на 2013 рік — член Партії регіонів            | 31.10.2010   | 21.03.2013      |
| Коцюруба Наталя Афанасіївна       | Сільський голова, 1971 року народження, освіта середня загальна, на 2013 рік — член Партії регіонів              | 15.12.2013   |                 |

Примітка: таблиця складена за даними сайту Верховної Ради України

### Депутати
За результатами місцевих виборів 2010 року депутатами ради стали:

#### За суб'єктами висування
| Суб'єкт висування                                       | Кількість обраних депутатів | %    |
| ------------------------------------------------------- | --------------------------- | ---- |
| Партія регіонів                                         | 10                          | 83,3 |
| Політична партія Всеукраїнське об'єднання «Батьківщина» | 1                           | 8,3  |
| Самовисування                                           | 1                           | 8,3  |

#### За округами
| № округу                                                | Прізвище, ім'я, по батькові    | Дата визнання обраним | Освіта  | Партійна приналежність                        | Відомості про обраного депутата                  |
| ------------------------------------------------------- | ------------------------------ | --------------------- | ------- | --------------------------------------------- | ------------------------------------------------ |
| Партія регіонів                                         |                                |                       |         |                                               |                                                  |
| 1                                                       | Паляруш Юрій Юхимович          | 06.11.2010            | середня | член Партії регіонів                          | тимчасово не працює                              |
| 2                                                       | Сапожнік Ольга Михайлівна      | 16.12.2013            | вища    | член Партії регіонів                          | сільська рада, бухгалтер                         |
| 3                                                       | Гончарук Володимир Сергійович  | 06.11.2010            | вища    | член Партії регіонів                          | приватний підприємець                            |
| 4                                                       | Горобець Тетяна Юріївна        | 16.12.2013            | середня | член Партії регіонів                          | безробітна                                       |
| 5                                                       | Калініченко Любов Миколаївна   | 06.11.2010            | середня | член Партії регіонів                          | приватний підприємець                            |
| 6                                                       | Брожак Любов Василівна         | 06.11.2010            | середня | член Партії регіонів                          | приватний підприємець                            |
| 8                                                       | Долинський Віктор Юрійович     | 06.11.2010            | середня | член Партії регіонів                          | тимчасово не працює                              |
| 9                                                       | Переходнюк Світлана Тимофіївна | 16.12.2013            | середня | член Партії регіонів                          | безробітна                                       |
| 10                                                      | Міхполь Олександр Іванович     | 06.11.2010            | середня | член Партії регіонів                          | Переймівська сільська рада, землевпорядник       |
| 11                                                      | Барщова Антоніна Петрівна      | 06.11.2010            | середня | член Партії регіонів                          | Переймівська загальноосвітня школа, техпрацівник |
| Політична партія Всеукраїнське об'єднання «Батьківщина» |                                |                       |         |                                               |                                                  |
| 7                                                       | Коцюруба Наталя Афанасіївна    | 06.11.2010            | середня | член Всеукраїнського об'єднання «Батьківщина» | Переймівська сільська рада, секретар             |
| Самовисування                                           |                                |                       |         |                                               |                                                  |
| 12                                                      | Кіпер Світлана Вікторівна      | 06.11.2010            | середня | позапартійна                                  | Переймівська загальноосвітня школа, кухар        |